# Lago Issyk-Kul
El lago Issyk-Kul o Ysyk Köl (en kirguís: Ысык - Көл; en ruso: Иссык-Куль; literalmete: lago caliente) es un lago endorreico de Asia Central, situado en las estribaciones nororientales de la cordillera del Tian Shan, al noreste de Kirguistán.
Tiene una longitud de 182 km, y una anchura de 60 km, con un área total de 6.280 km², que lo convierten en el segundo lago de montaña más grande del mundo, después del lago Titicaca, situado en los Andes. Su altura media es de 1.609 m s. n. m., y su profundidad máxima es de 702 m. Ocupa una cuenca cerrada de origen tectónico.
El lago es levemente salino, y permanece libre de hielo durante el invierno. Es alimentado por manantiales y por el deshielo en la primavera. Su orilla sur es dominada por la cordillera Tian Shan. Cuenta con abundantes pesquerías y da nombre a la provincia de Issyk-Kul.

## Historia

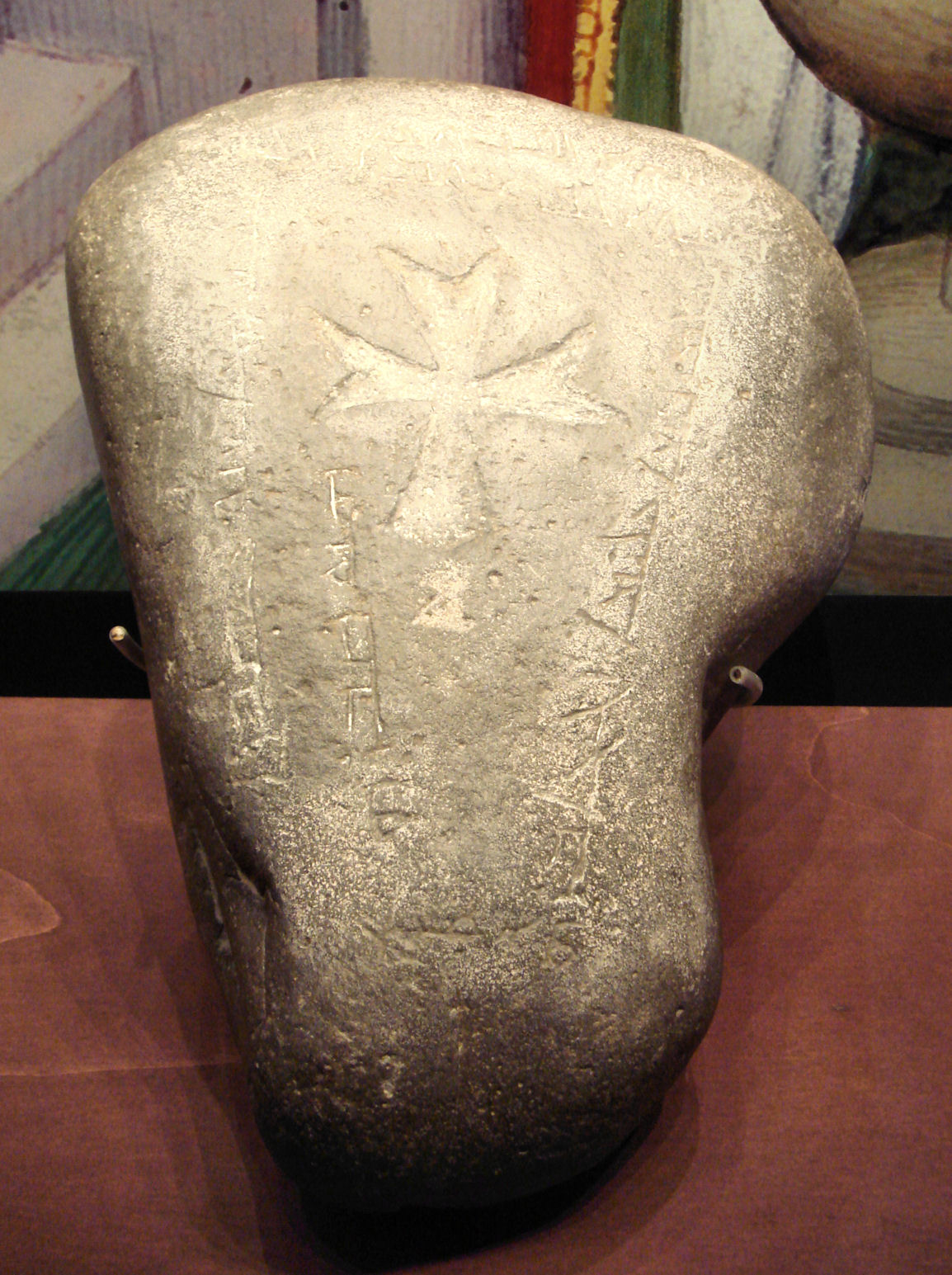
Lápida nestoriana con inscripciones en Uyghur, encontrada en Issyk-Kul, fechada en 1312.

Según un mapa medieval usado por mercaderes venecianos el lago Issyk-Kul era una escala en la Ruta de la Seda, una ruta terrestre para los viajeros del Lejano Oriente  a Europa. En la orilla noreste del lago existía un monasterio armenio del siglo XIV.
El gran monje-estudioso budista chino Xuanzang pasó por este lago y anotó los detalles en el cuaderno de viaje clásico Grandes registros Tang sobre las regiones occidentales en el siglo VII. El lago formaba parte del territorio de la Dinastía Qing de China y fue cedido a Rusia -junto con el territorio circundante- tras el Tratado de Tarbagatai.
Muchos historiadores creen que el lago fue el punto de origen de la Peste Negra que asoló Europa y Asia durante principios y mediados del siglo XIV. En 2022, los investigadores informaron sobre el análisis del material genético conservado de siete individuos enterrados en dos cementerios cerca de Issyk-Kul y determinaron que la Peste Negra estuvo presente allí en 1338 o 1339. La peste infectó por primera vez a la gente en un pequeño asentamiento cercano de comerciantes ocho años antes de que devastara Eurasia, matando al 60 por ciento de la población, habiendo viajado a lo largo de las rutas comerciales. La condición del lago como vía de paso para los viajeros permitió que la peste se extendiera por estos continentes a través de comerciantes medievales que, sin saberlo, llevaban consigo alimañas infestadas.

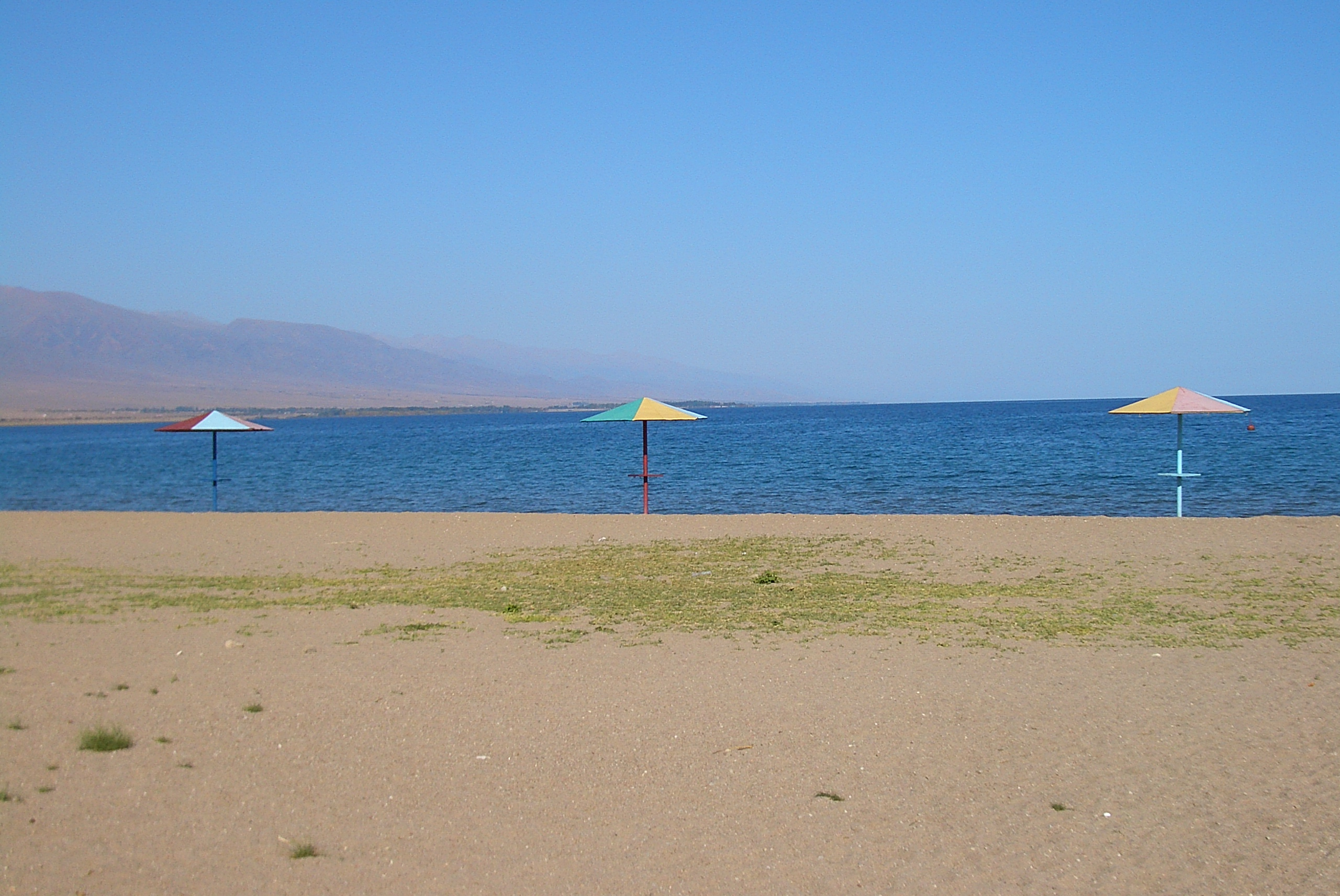
Playa en Koshkol'.

El nivel del lago es unos 8 metros (8,7 yd) más alto que en la época medieval. Los buzos han encontrado restos de asentamientos sumergidos en zonas poco profundas alrededor del lago. 
En 2007, una expedición encontró bajo sus aguas restos de una ciudad de unos 2500 años de antigüedad. En diciembre de 2007, un equipo de historiadores kirguises, dirigido por Vladimir Ploskikh, vicepresidente de la Academia de Ciencias de Kirguistán, publicó un informe según el cual los arqueólogos habían descubierto los restos de una civilización avanzada de 2500 años de antigüedad en el fondo del lago.
Los datos y artefactos obtenidos sugieren que la antigua ciudad fue una metrópolis en su época.
El descubrimiento consistió en formidables murallas, algunas de las cuales se extendían a lo largo de 500 metros (546,8 yd) y rastros de una gran ciudad con una superficie de varios kilómetros cuadrados.
Otros hallazgos incluían túmulos funerarios escitas erosionados a lo largo de los siglos por las olas, y numerosos artefactos bien conservados, como hachas de batalla de bronce, puntas de flecha, dagas autoafilables, objetos desechados por los herreros, moldes de fundición y dinero.
Se encontraron bajo el agua artículos identificados como las monedas más antiguas que existen en el mundo, con anillos de alambre de oro utilizados como calderilla y una gran pieza de oro hexaédrica. También se encontró un caldero de bronce con un nivel de artesanía que hoy en día se consigue utilizando un entorno de gas inerte.
En 1916, el monasterio de Issyk-Kul fue atacado por los rebeldes kirguises, y siete monjes fueron asesinados.
Durante la era soviética, el lago se convirtió en un popular destino de vacaciones en su orilla norte. Durante esta época, sus aguas, con una salinidad comparable a la del océano, sirvieron como base secreta de experimentación con torpedos.
La ciudad de Karakol (antiguamente Przhevalsk), cabecera administrativa del óblast de Issyk-Kul, se encuentra cerca del este del lago y es una buena base para excursiones en sus alrededores. Su pequeño casco antiguo mantiene una mezquita de madera y una iglesia ortodoxa, también hecha de madera, que era usada como establo durante la época soviética.
La trucha del lago Sevan, un pez endémico del mismo, fue introducida en el lago Issyk-Kul durante los años 1970. Si bien en su lago de origen es una especie en peligro, tiene mayores posibilidades de supervivencia en el lago Issyk-Kul, donde está desplazando a las especies autóctonas.
El 12 de noviembre de 2002, la Reserva Estatal Isyk-Kul fue designada como primer humedal de importancia internacional de Kirguistán y fue incluido en la Lista Ramsar (n.º ref. 1231), con un área de protección de 623 600 ha (anteriormente, el lago había sido incluido por la antigua URSS, con el n.º de ref. 109).

## Geografía
El lago Issyk-Kul tiene una longitud de 182 kilómetros (113,1 mi), una anchura de hasta 60 kilómetros (37,3 mi) y una superficie de 6236 kilómetros cuadrados (2407,7 mi²). Es el segundo lago de montaña más grande del mundo, por detrás del Lago Titicaca en América del Sur. Se encuentra a una altitud de 1607 metros (5272,3 pies) y alcanza 668 metros (2191,6 pies) de profundidad.
En el lago desembocan unos 118 ríos y arroyos; los más grandes son el Jyrgalang y el Tüp. Se alimenta de manantiales, incluidas muchas fuentes termales y del deshielo. El lago no tiene una salida actual, pero algunos hidrólogos plantean la hipótesis de que que el agua del lago se filtra en las profundidades del río Chu. El fondo del lago contiene el mineral monohidrocalcita: uno de los pocos depósitos lacustres conocidos.
La orilla sur del lago está dominada por la escarpada y hermosa Cordillera Teskey Ala-Too de las montañas Tian Shan. Las laderas norteñas de la cordillera son largas y envían un caudal considerable a Issyk-Kul. Numerosos arroyos que nacen en las laderas fluyen juntos en ríos comparativamente grandes. Diseccionan profundamente la cordillera y fluyen en amplios valles. Al salir de las montañas los ríos forman grandes conos aluviales. En la parte oriental de Issyk-Kul desembocan en el río Jyrgalang.  
El Kungey Alatau del Tian Shan corre paralelo a la orilla norte. Las laderas meridionales del Kungey Alatau son comparativamente cortas. Por lo tanto, los ríos que nacen en ellas son relativamente pequeños y no tienen la oportunidad de fluir juntos para formar sistemas hidrográficos más grandes. En consecuencia, desembocan por separado en Issyk-Kul o en el río Tüp que fluye a lo largo de la cordillera.
La salinidad del agua del lago es de aproximadamente un 0,6% -en comparación con el 3,5% de salinidad del agua de mar típico- y, aunque el nivel del lago sigue siendo en la actualidad unos 8 metros más alto que en la época medieval, su nivel desciende ahora aproximadamente 5 centímetros (2 plg) por año debido a la desviación del agua.
Administrativamente, el lago y las tierras adyacentes están dentro de la Región de Issyk-Kul de Kirguistán.

## Sitio de pruebas de la Armada rusa
Durante el período soviético, la Armada soviética operaba una extensa instalación en el extremo oriental del lago, donde se evaluaba la tecnología de submarinos y torpedos. En marzo de 2008, los periódicos kirguises informaron de que 866 hectáreas (2139,9 acre) alrededor de la Península de Karabulan en el lago sería alquilada por un período indefinido a la Armada rusa, que planea establecer nuevas instalaciones de pruebas navales como parte del Acuerdo bilateral de 2007 sobre amistad, cooperación, ayuda mutua y protección de materiales secretos. Los militares rusos pagarán 4,5 millones de dólares anuales por el alquiler de la zona. India también planea invertir en la instalación para probar todo tipo de torpedos, como los de peso pesado y los que tienen sistema de navegación térmica. Otra ventaja que tiene el centro de pruebas es que los torpedos disparados también pueden ser recuperados, lo que permite a los científicos hacer una verificación física de la estructura de un torpedo para su posterior estudio. La India también tiene previsto utilizar el centro de pruebas de torpedos para probar el vehículo submarino autónomo que está desarrollando el NSTL. Para ello, la India ha propuesto contratar a empresas locales con conocimientos en tecnología de torpedos para seguir desarrollando la instalación.

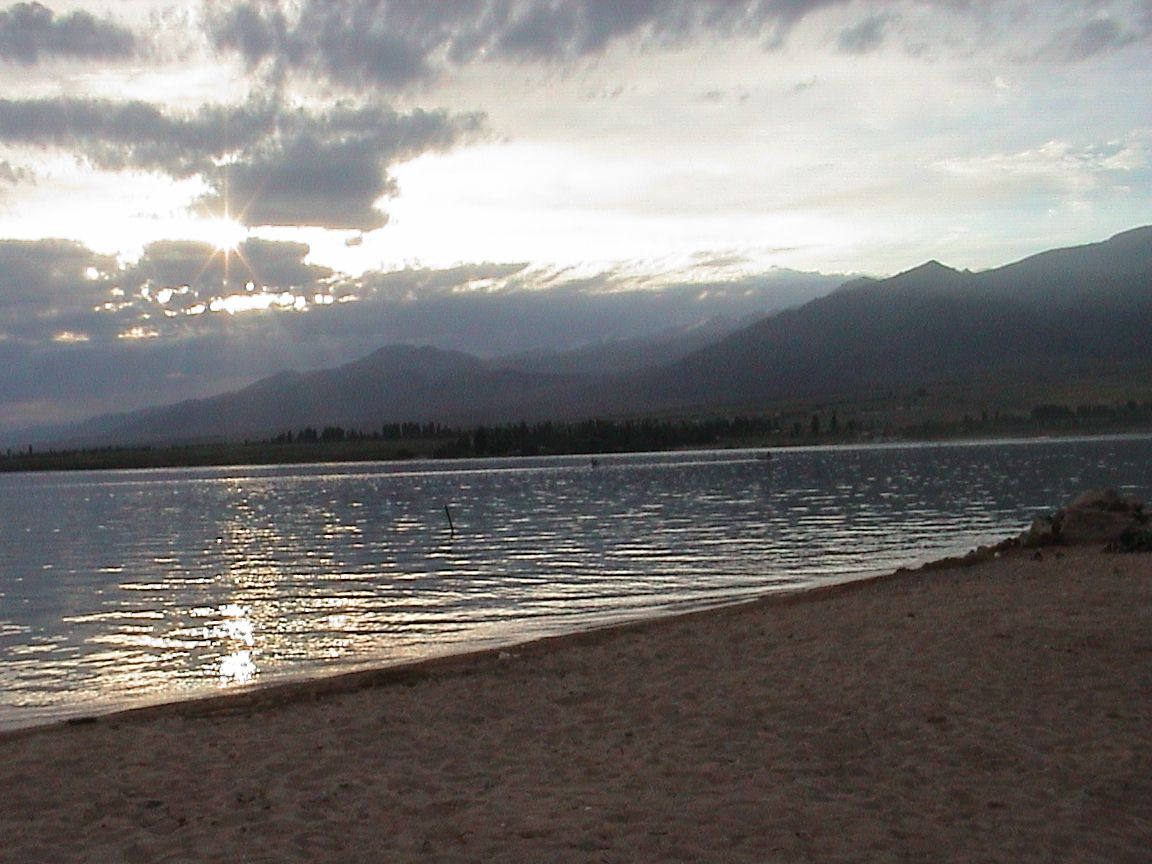
Issyk-Kul al atardecer (agosto 2002).

## Medio ambiente

### Zonas especialmente protegidas

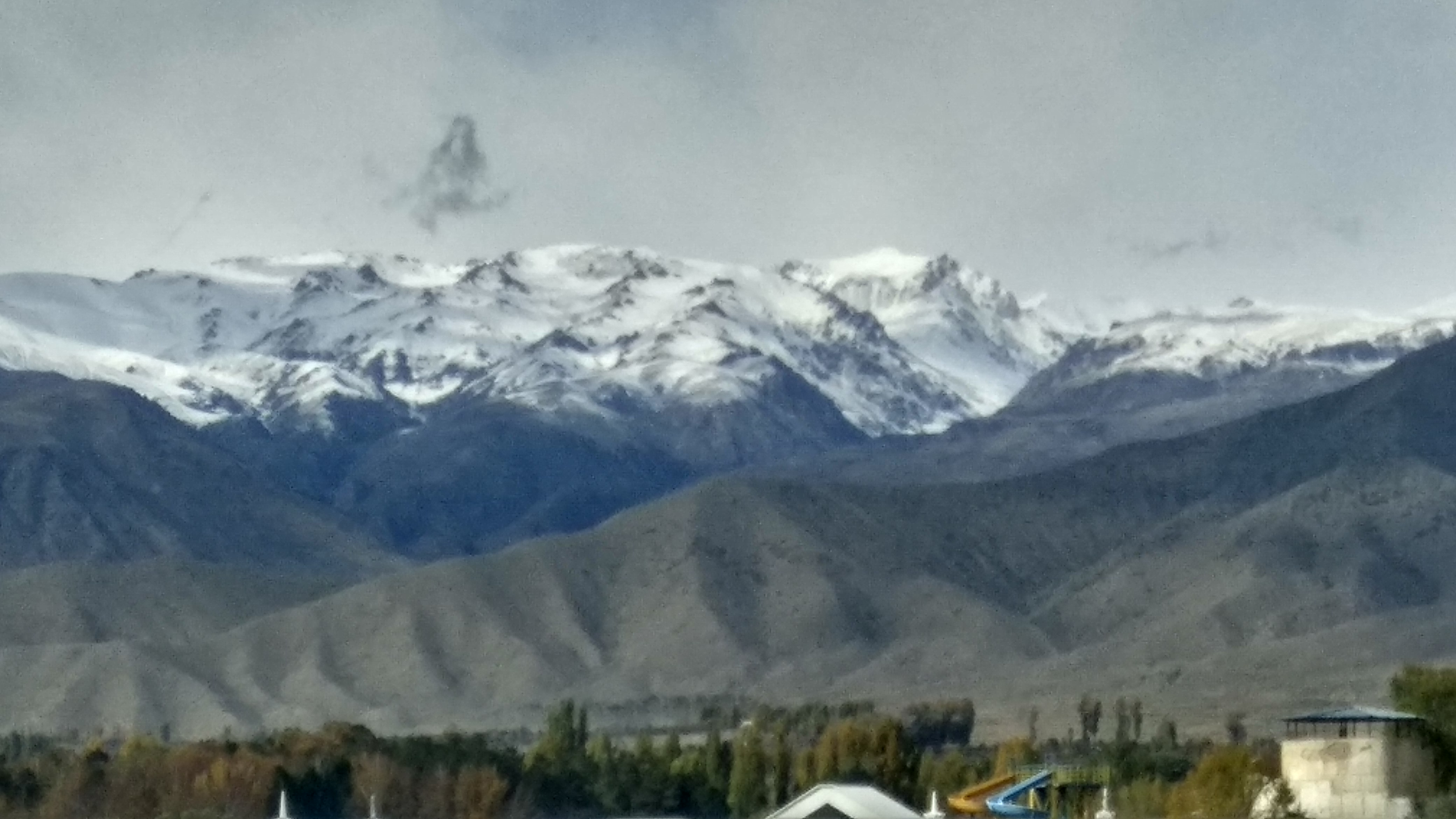
Montañas cerca de Issyk-Kul.

La primera reserva natural de Kirguistán, la Reserva Estatal de Issyk-Kul, se creó en 1948 para proteger paisajes naturales únicos y aves acuáticas en Issyk-Kul. En 1975, fue reconocida como sitio Ramsar. Reserva de la Biosfera Issyk-Kul cubierta por la UNESCO Red Mundial de Reservas de la Biosfera fue establecida en el año 2000 dentro de los límites administrativos de la Región de Issyk-Kul.

### Peces
El lago contiene una biodiversidad de peces altamente endémica, y algunas de las especies, incluidas cuatro endémicas, están en grave peligro de extinción. En los últimos años, las capturas de todas las especies de peces han disminuido notablemente, debido a una combinación de sobrepesca, fuerte depredación por parte de dos de las especies introducidas (la lucioperca y la trucha arco iris), y el cese de la repoblación del lago con peces juveniles procedentes de criaderos. Al menos cuatro especies de peces endémicos con fines comerciales están lo suficientemente amenazadas como para ser incluidas en el Libro Rojo de la República Kirguisa: La corvina de Schmidt (Leuciscus schmidti), La corvina de Issyk-Kul (Leuciscus bergi), marinka (Schizothorax issyk-kuli), y el osmán puro o desnudo (Gymnodiptychus dybowskii). Otras siete especies endémicas están casi con toda seguridad amenazadas como capturas accesorias o se ven indirectamente afectadas por la actividad pesquera y los cambios en la estructura y el equilibrio de la población de peces del lago.
La trucha de Sevan, un pez endémico del lago Sevan en Armenia, se introdujo en Issyk-Kul en la década de 1970. Mientras que este pez es una especie en peligro de extinción en su lago "de origen", tiene muchas más posibilidades de sobrevivir en el lago Issyk-Kul, donde ha arrasado con las especies autóctonas.

### El Lago Muerto
Hay un pequeño lago por debajo del nivel de agua de Issyk Kul en el lado suroeste del lago. Este lago se llama el lago Muerto (también Tyz köl en kirguís) debido a su muy alto contenido salino y nadar en el lago muerto de Issyk Kul es una experiencia muy diferente a la del agua menos salada. El lago recibe su agua de pequeños manantiales fríos en la playa que conducen el agua fría y menos pesada a la parte superior del lago y, a menudo, el agua salada y pesada de abajo es extrañamente más cálida que el agua de la superficie.